# Inglisia pluvialis
Inglisia pluvialis är en insektsart som beskrevs av Hodgson 1969. Inglisia pluvialis ingår i släktet Inglisia och familjen skålsköldlöss.
Artens utbredningsområde är Zimbabwe. Inga underarter finns listade i Catalogue of Life.